# Polistes buyssoni
Polistes buyssoni är en getingart som beskrevs av Brethes 1909. Polistes buyssoni ingår i släktet pappersgetingar, och familjen getingar. Inga underarter finns listade i Catalogue of Life.